# Иосиф ибн-Верга
Иосиф ибн-Верга (начало XVI века) — турецкий раввин и еврейский историк.

## Биография
Сын Соломона, автора книги «Шебет Иехуда» («Скипетр Иуды», 1553).
Ученик Иосифа Фаси (Joseph Fasi). Состоял членом раввинской коллегии в Адрианополе.

## Труды
Дополнил сочинение своего отца «Скипетр Иуды» рассказом о событиях своего времени и эпохи, непосредственно ей предшествовавшей. Знал латинский язык и включил в «Скипетр Иуды» разные рассказы, переведённые им, как он выражается, с «христианского языка». Прибавил также сочиненную им плачевную песнь («techinnah», мольба) об израильском горе, которому всё нет и нет конца.
Его считают также автором книги «Scheerit Joseph» (Адрианополь, 1554) — методологии Талмуда, где приведены правила, недостающие в книгах «Halichot Olam» Иошуи га-Леви (Yeshu’ah ha-Levi) и «Sefer Keritut» Самсона из Шинона. Однако Вольф приписывает эту книгу другому Иосифу ибн-Верге, который жил в Авлоне.